# 今週の爆笑王
『今週の爆笑王』（こんしゅうのばくしょうおう）は、1968年5月18日から同年8月10日までTBS系列局で放送されていたTBS製作のバラエティ番組である。放送時間は毎週土曜 19:00 - 19:30 （日本標準時）。

## 概要
毎回芸能人が3 - 4組ほど登場し、様々な試行や変わった組み合わせで笑いの秘術をつくすバラエティ番組。司会を務めていたのは小松政夫で、これが小松の初の司会番組となった。

## 出演者

### 司会
- 小松政夫

### その他の出演者
- コント55号
- トリオスカイライン
- ザ・スパイダース
- 奥村チヨ
- ザ・ドリフターズ
- 林家三平 (初代)
- 人見明
- 曽我町子
- 水垣洋子
- 獅子てんや・瀬戸わんや
- 犬塚弘
- 青空千夜・一夜
- 林家こん平
- 由利徹
- 南利明
- 佐山俊二
- 京唄子・鳳啓助
- 平凡太郎
- 石井均
- 晴乃チック・タック
- 白木みのる
- かしまし娘
- トニー谷
- 関敬六
- 市村俊幸
- 若水ヤエ子
- ジェリー藤尾
- ほか

## 参考資料
- 毎日新聞縮刷版[どれ?]

| TBS系列 土曜19:00枠                               | TBS系列 土曜19:00枠                            | TBS系列 土曜19:00枠                                |
| 前番組                                            | 番組名                                         | 次番組                                             |
| ------------------------------------------------- | ---------------------------------------------- | -------------------------------------------------- |
| 拳銃とペチコート （1968年2月3日 - 1968年5月11日） | 今週の爆笑王 （1968年5月18日 - 1968年8月10日） | ハレハレ音楽教室 （1968年8月17日 - 1968年9月28日） |